# تونيكا (مسيسيبي)
تونيكا (بالإنجليزية: Tunica, Mississippi)‏ هي بلدة تقع في مقاطعة تونيكا (ميسيسيبي) بولاية مسيسيبي في الولايات المتحدة. تبلغ مساحتها 1.8 (كم²)، وترتفع عن سطح البحر 60 م، بلغ عدد سكانها 1132 نسمة في عام 2000 حسب إحصاء مكتب تعداد الولايات المتحدة وتصل الكثافة السكانية فيها 613.3 نسمة/كم2.

## التركيبة السكانية
حدّد مكتب تعداد الولايات المتحدة بيانات التركيبة السكانية لتونيكا في تعداد الولايات المتحدة. في ما يلي، التركيبة السكانية حسب تعدادي 2000 و2010.

### تعداد عام 2000
بلغ عدد سكان تونيكا 1,132 نسمة بحسب تعداد عام 2000، وبلغ عدد الأسر 537 أسرة وعدد العائلات 254 عائلة مقيمة في البلدة. في حين سجلت الكثافة السكانية 658.1 نسمة لكل كيلومتر مربع (1,704.5/ميل2). وبلغ عدد الوحدات السكنية 592 وحدة بمتوسط كثافة قدره 344.2 لكل كيلومتر مربع (891.5/ميل2).
وتوزع التركيب العرقي للبلدة بنسبة 67.84% من البيض و29.42% من الأمريكيين الأفارقة و0.27% من الأمريكيين الأصليين و1.06% من الأمريكيين ذوي الأصول الآسيوية و0.88% من الأعراق الأخرى و0.53% من عرقين مختلطين أو أكثر و2.30% من الهسبانيون أو اللاتينيون من أي عرق.
بلغ عدد الأسر 537 أسرة كانت نسبة 21.8% منها لديها أطفال تحت سن الثامنة عشر تعيش معهم، وبلغت نسبة الأزواج القاطنين مع بعضهم البعض 34.3% من أصل المجموع الكلي للأسر، ونسبة 11.2% من الأسر كان لديها معيلات من الإناث دون وجود شريك،  بينما كانت نسبة 1.9% من الأسر لديها معيلون من الذكور دون وجود شريكة وكانت نسبة 52.7% من غير العائلات. تألفت نسبة 48% من أصل جميع الأسر من عدة أفراد يعيشون في نفس المنزل ونسبة 26.4% كانت تتألف من شخص يعيش بمفرده يبلغ من العمر 65 عاماً أو أكثر. وبلغ متوسط حجم الأسرة المعيشية 2.01، أما متوسط حجم العائلات فبلغ 2.94.
بلغ العمر الوسطي للسكان 45.9 عاماً. وكانت نسبة 18.9% من القاطنين تحت سن الثامنة عشر، وكانت نسبة 6.1% بين الثامنة عشر والرابعة والعشرين عاماً، ونسبة 23.1% كانت واقعةً في الفئة العمرية ما بين الخامسة والعشرين والرابعة والأربعين عاماً، ونسبة 27.6% كانت ما بين الخامسة والأربعين والرابعة والستين، ونسبة 19.7% كانت ضمن فئة الخامسة والستين عاماً فما فوق. يوجد لكل 100 أنثى 90.0 ذكر، ويوجد لكل 100 أنثى في الثامنة عشر من عمرها فما فوق 82.1 ذكر.
بلغ متوسط دخل الأسرة في البلدة 26,607 دولارًا، أما متوسط دخل العائلة فبلغ 54,583 دولارًا. وكان متوسط دخل الذكور 30,208 دولارًا مقابل 22,250 دولارًا للإناث. وسجل دخل الفرد الخاص بالبلدة 20,114 دولارًا. وكانت نسبة 17.1% من العائلات ونسبة 25.5% من السكان تحت خط الفقر، وكان من هؤلاء نسبة 34% تحت سن الثامنة عشر ونسبة 21.3% في الخامسة والستين من العمر وما فوق.

### تعداد عام 2010
بلغ عدد سكان تونيكا 1,030 نسمة بحسب تعداد عام 2010، وبلغ عدد الأسر 501 أسرة وعدد العائلات 262 عائلة مقيمة في البلدة. في حين سجلت الكثافة السكانية 598.8 نسمة لكل كيلومتر مربع (1,550.9/ميل2). وبلغ عدد الوحدات السكنية 540 وحدة بمتوسط كثافة قدره 314 لكل كيلومتر مربع (813.3/ميل2).
وتوزع التركيب العرقي للبلدة بنسبة 68.25% من البيض و29.13% من الأمريكيين الأفارقة و0.39% من الأمريكيين الأصليين و0.78% من الأمريكيين ذوي الأصول الآسيوية و0.68% من الأعراق الأخرى و0.78% من عرقين مختلطين أو أكثر و1.46% من الهسبانيون أو اللاتينيون من أي عرق.
بلغ عدد الأسر 501 أسرة كانت نسبة 17.4% منها لديها أطفال تحت سن الثامنة عشر تعيش معهم، وبلغت نسبة الأزواج القاطنين مع بعضهم البعض 37.7% من أصل المجموع الكلي للأسر، ونسبة 10% من الأسر كان لديها معيلات من الإناث دون وجود شريك،  بينما كانت نسبة 4.6% من الأسر لديها معيلون من الذكور دون وجود شريكة وكانت نسبة 47.7% من غير العائلات. تألفت نسبة 41.1% من أصل جميع الأسر من عدة أفراد يعيشون في نفس المنزل ونسبة 19% كانت تتألف من شخص يعيش بمفرده يبلغ من العمر 65 عاماً أو أكثر. وبلغ متوسط حجم الأسرة المعيشية 2.06، أما متوسط حجم العائلات فبلغ 2.77.
بلغ العمر الوسطي للسكان 50.0 عاماً. وكانت نسبة 16.3% من القاطنين تحت سن الثامنة عشر، وكانت نسبة 5.8% بين الثامنة عشر والرابعة والعشرين عاماً، ونسبة 21.2% كانت واقعةً في الفئة العمرية ما بين الخامسة والعشرين والرابعة والأربعين عاماً، ونسبة 35.4% كانت ما بين الخامسة والأربعين والرابعة والستين، ونسبة 21.3% كانت ضمن فئة الخامسة والستين عاماً فما فوق. وتوزع التركيب الجنسي للسكان بنسبة 46.3% ذكور و53.7% إناث.

## أعلام
- جيمس هنري كاتن
- جاك كيلر
- فيلي براون
- دكتور روس

## وصلات خارجية
- www.tunicamiss.org/TownofTunica.asp
- The US50 - Cities and Towns in Mississippi State
- Mississippi Cities and Towns, Facts, Map, Flag, Colleges, Government, and More